# Sloterpark
Het Sloterpark is een stadspark gelegen rond de Sloterplas in stadsdeel Nieuw-West in Amsterdam.
Het Sloterpark is aangelegd tussen 1958 en 1974. Voorheen was dit het midden van het landelijke gebied van de in 1921 geannexeerde gemeente Sloten. Het park werd opgehoogd met grond uit de afgegraven bovenlaag van de vroegere Sloterdijkermeerpolder, die tussen 1948 en 1956 werd vergraven tot Sloterplas.
In het noordwestelijk deel van het park loopt de President Allendelaan, tot 1974 Westoever geheten, de verbinding tussen Osdorp en Slotermeer. De straatnaam en het Allendemonument herinneren aan de staatsgreep van 1973 in Chili. In dit deel van het Sloterpark bevindt zich op een heuvel het Groot landschap, een kunstwerk in cortenstaal uit 1974 van de beeldhouwer Wessel Couzijn (1912-1984). Er zijn hier ook een kinderboerderij en een heemtuin.
In het noordwestelijkste deel van het park, nabij het Geuzeneiland, ligt een terrein dat sinds de ophoging in de jaren vijftig aan zijn lot is overgelaten en zich heeft ontwikkeld tot het natuurterrein dat door de bewoners ook wel het Vogeleiland werd genoemd, maar tegenwoordig bekendstaat als het Ruige Riet. Sinds 2005 staat er een educatief centrum ('De Drijfsijs') bij de Heemtuin Sloterpark. In 2010 werd hier een nieuwe voorziening geplaatst: 'discgolf'. In 2012 is er een natuurspeeltuin ('De Natureluur') aangelegd.
In 1957 werd aan de noordwestelijke oever van de Sloterplas het Sloterparkbad geopend, bestaande uit een kinderbad en een afgezet gedeelte van de Sloterplas. In 1973 werd een nieuw overdekt zwembad en buitenbad gebouwd, in 2001 vervangen door een nieuw gebouw.
In het park werd in 1982 het sculptuur Roll on/twisted/roll off no.1 van Cor de Reus geplaatst.
In 2006 is het Slotervaartse deel van het park gerenoveerd. Renovatie van het Slotermeerse deel vond plaats vanaf 2009.
Bij de Sloterplas lag vanaf 1954 het eindpunt van tramlijn 13, die in 1974 naar Geuzenveld werd verlengd. Sinds 1989 heeft lijn 14 hier zijn eindpunt, in 2004 kwam lijn 7 erbij. Sinds 22 juli 2018 stopt lijn 14 hier niet meer.
Bij de instelling van de Amsterdamse stadsdelen in 1990 werd het Sloterpark verdeeld over de drie aanliggende stadsdelen Geuzenveld-Slotermeer, Slotervaart en Osdorp. Op 1 mei 2010 zijn die samengevoegd tot Amsterdam Nieuw-West. Dit nieuwe stadsdeel stelde Bomen van Verdienste in, zoete kersenbomen om vrijwilligers te memoreren die zich inzetten voor de buurt. De vrijwilligers planten hun eigen boom omstreeks Boomplantdag aan de Laan van verdienste. Zoete kersen komen van oudsher in de omgeving voor.
In 2019 werd aan de oever van de Sloterplas het beeld The light kite van Sakia Hoogendoorn en Lieuwke Martijn Wijnands geplaatst; in 2016 al te zien tijdens het Amsterdam Light Festival.

## Afbeeldingen

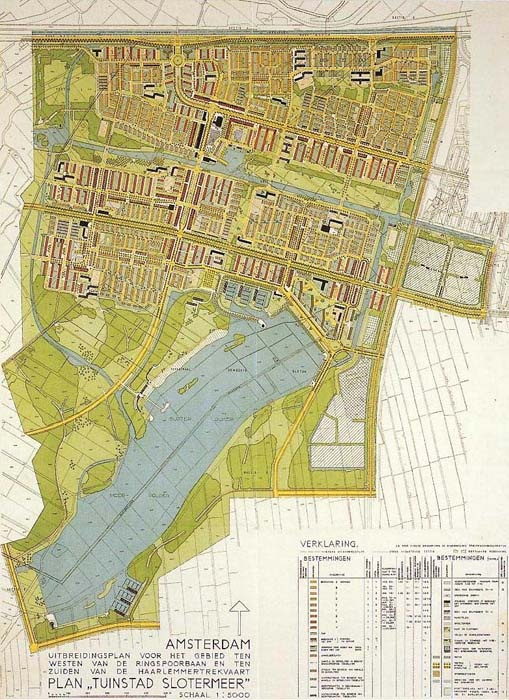
Het oorspronkelijke plan uit 1939 voor Slotermeer, Sloterplas en Sloterpark
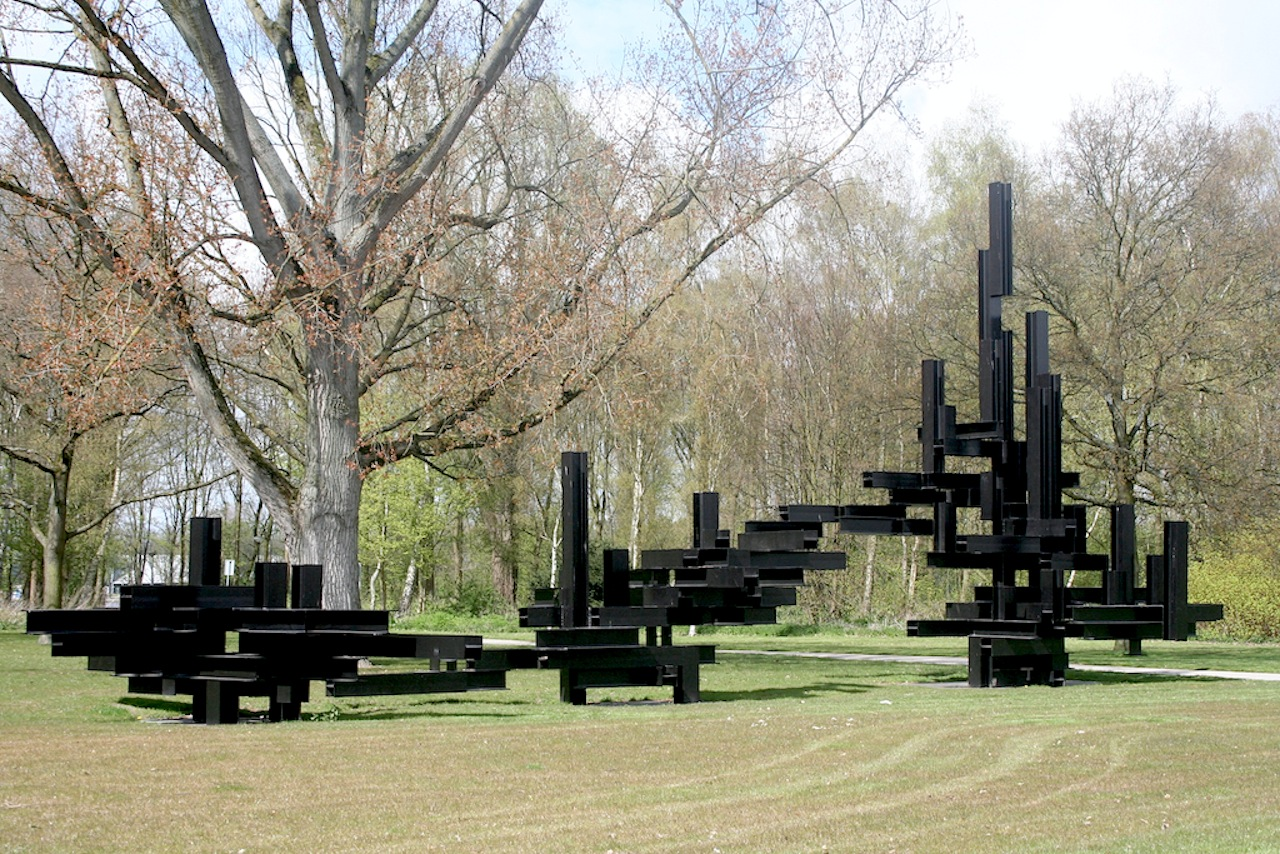
'Constructie I-BEANS DIN 30' uit 1969 van André Volten, aan de Oostoever in het Sloterpark. Foto: Erik Swierstra
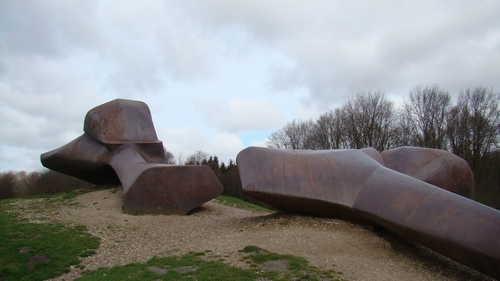
'Groot Landschap', een kunstwerk in cortenstaal uit 1974 van de beeldhouwer Wessel Couzijn
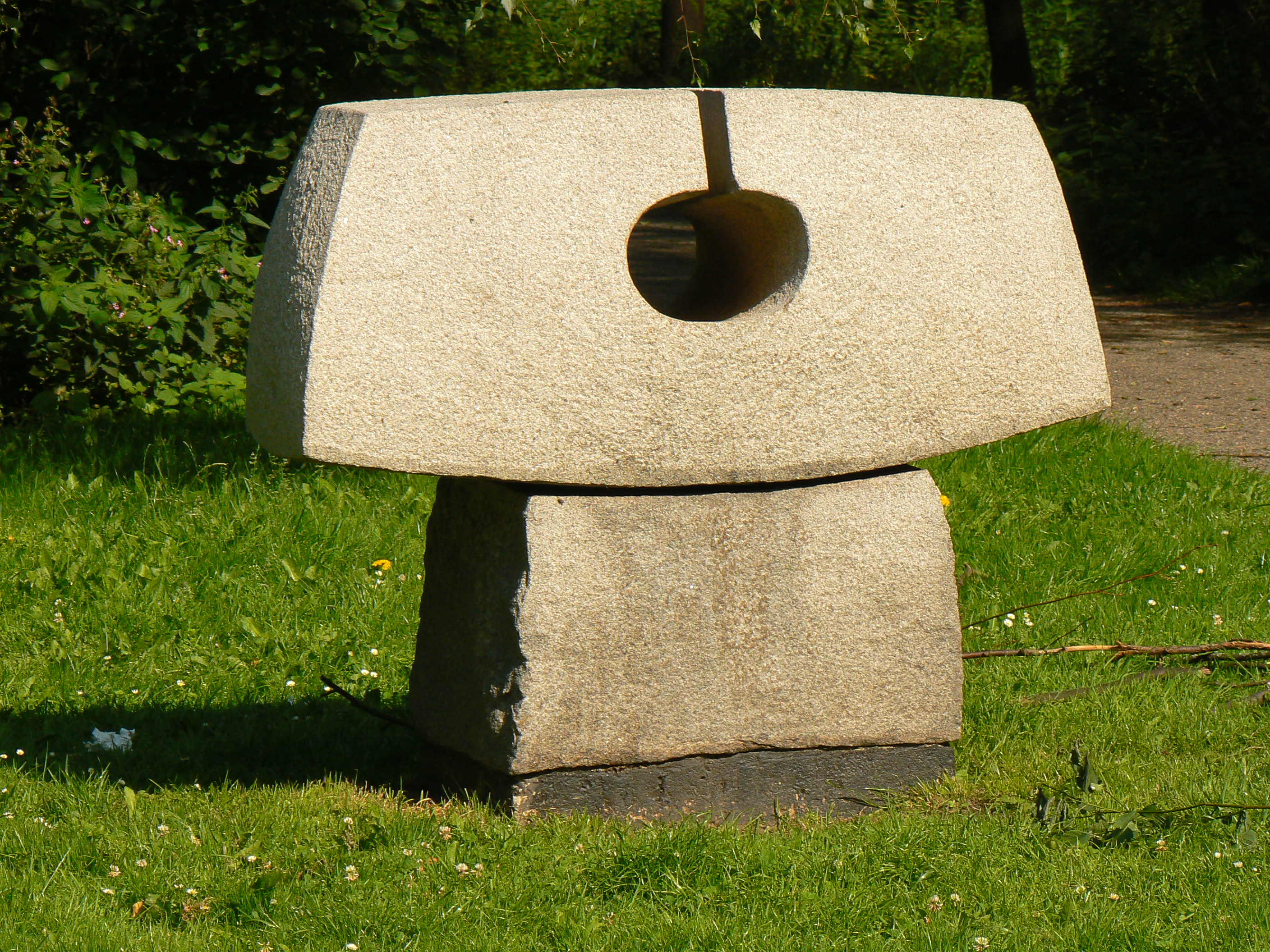
'Zonder titel' (1972) van Ad Molendijk
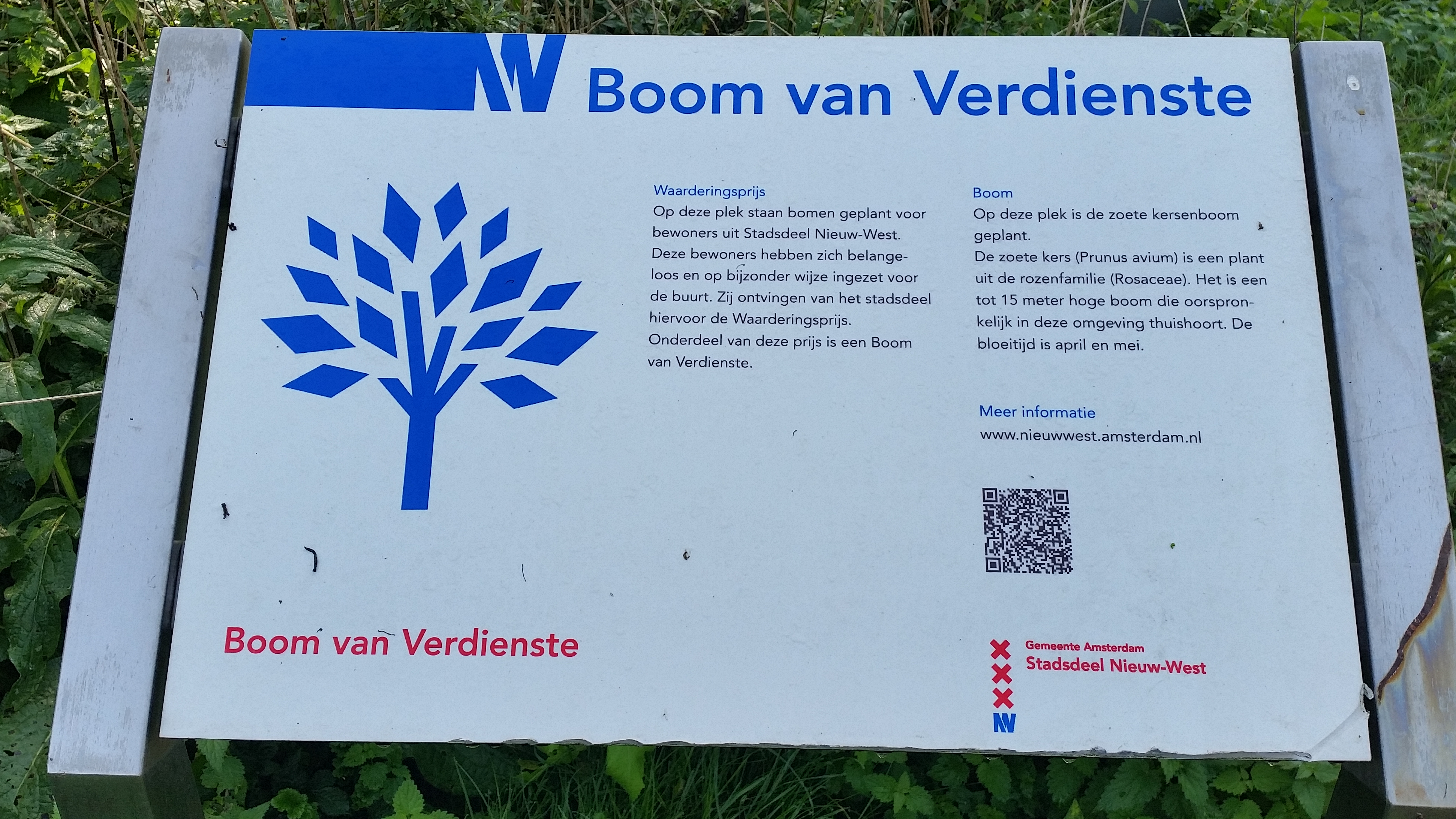
Boom van verdienste